# Prowincja Massa-Carrara
Prowincja Massa-Carrara (wł. Provincia di Massa-Carrara) – prowincja we Włoszech, ze stolicą w mieście Massa.
Nadrzędną jednostką podziału administracyjnego jest region (tu: Toskania), a podrzędną jest gmina (komuna).
- Liczba gmin w prowincji: 17
- Najważniejsze miasta: Massa, Carrara